# Ewangelicko-reformowany Kościół Szwajcarii
Ewangelicko-reformowany Kościół Szwajcarii (niem. Evangelisch-reformierte Kirche Schweiz, EKS; fr. Église évangélique réformée de Suisse, EERS; wł. Chiesa evangelica riformata in Svizzera, CERS) – federacja 26 Kościołów protestanckich – 24 kantonalnych Kościołów tradycji kalwińskiej oraz Kościoła metodystycznego (Evangelisch-methodistische Kirche in der Schweiz) i Kościoła wolnego (Église Évangélique Libre de Genève). Powstała w 1920 roku. Federacja zrzesza 2 147 552 członków, w tym 1836 pastorów w 982 zborach. EKS od 1948 roku jest członkiem Światowej Rady Kościołów.
Do końca 2019 roku Kościół nosił nazwę Federacja Szwajcarskich Kościołów Protestanckich (niem. Schweizerischer Evangelischer Kirchenbund, fr. Fédération des Eglises protestantes de Suisse, wł. Federazione delle Chiese evangeliche della Svizzera, retorom. Federaziun da las baselgias evangelicas da la Svizra – SEK-FEPS).

## Opis
EKS nie narzuca Kościołom prawd teologicznych, każdy Kościół jest niezależny w sprawach teologicznych i formalnych. Jako jedno ciało prowadzi negocjacje z rządem federalnym i reprezentuje Kościoły w stosunkach międzynarodowych. Poza Ewangelicko-Metodystycznym Kościołem w Szwajcarii, który obejmuje swoją działalnością cały kraj, Kościoły członkowskie ograniczają swoje działanie do kantonów. Prezesem federacji jest Gottfried W. Locher.
Organem władzy legislacyjnej EKS jest synod w którym zasiada 81 członków, zaś organem wykonawczym jest Rada w której zasiada 7 członków na czteroletnią kadencję. Prezydium Rady tworzy prezes federacji oraz dwóch wiceprezesów. Działalność władz EKS wspiera sekretariat urzędujący w Bernie w którym pracuje ponad 30 osób.
W roku 1950, 56,3% mieszkańców Szwajcarii przyznawało się do Kościoła reformowanego. W roku 2020 do Kościoła należało 2 147 552 wiernych (około 25% społeczności Szwajcarii). Od połowy XX wieku w Kościele następuje stały odpływ wiernych w stronę osób bezwyznaniowych którzy stanowią największą grupę społeczną (około 30%).
1 stycznia 2020 roku Federacja przyjęła nazwę Evangelisch-reformierte Kirche Schweiz (EKS).

### Prezesi Federacji
- 1920–1921 – Wilhelm Hadorn
- 1921–1930 – Otto Herold
- 1930–1941 – Eugène Choisy
- 1941–1954 – Alphons Koechlin
- 1954–1962 – Henri D’Espine
- 1962–1965 – Alphonse Küenzi
- 1966–1970 – Alexandre Lavanchy
- 1970–1978 – Walter Sigrist
- 1978–1986 – Jean-Pierre Jornod
- 1986–1998 – Heinrich Rusterholz
- 1999–2010 – Thomas Wipf
- 2011–2020 – Gottfried W. Locher
- od 2020 – Rita Famos

## Lista Kościołów

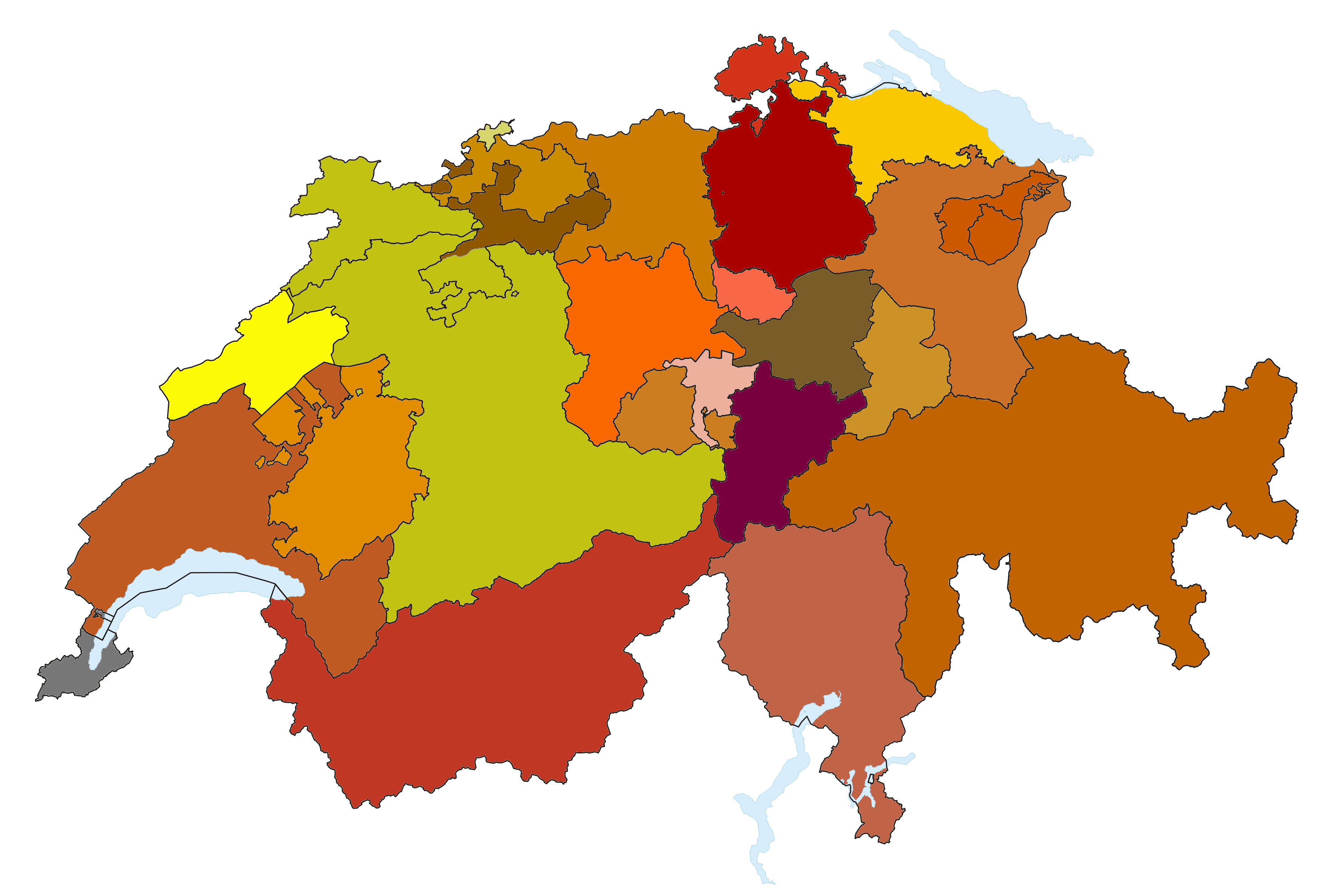
Reformowane kościoły Szwajcarii

Federacja zrzesza 26 Kościołów protestanckich, w tym 24 Kościoły kantonalne tradycji kalwińskiej oraz Kościół metodystyczny (Evangelisch-methodistische Kirche in der Schweiz) o zasięgu krajowym i niewielki Kościół wolny (Église Évangélique Libre de Genève):
- Reformierte Landeskirche Aargau
- Evangelisch-reformierte Landeskirchen beider Appenzell
- Evangelisch-reformierte Kirche des Kantons Basel-Landschaft
- Evangelisch-reformierte Kirche Basel-Stadt
- Reformierte Kirchen Bern-Jura-Solothurn
- Evangelisch-reformierte Kirche des Kantons Freiburg
- Église Protestante de Genève
- Église Évangélique Libre de Genève (wolny)
- Evangelisch-Reformierte Landeskirche des Kantons Glarus
- Evangelisch-reformierte Landeskirche Graubünden
- Evangelisch-Reformierte Kirche des Kantons Luzern
- Église réformée évangélique du canton de Neuchâtel
- Evangelisch-Reformierte Kirche Nidwalden
- Verband der Evangelisch-Reformierten Kirchgemeinden des Kantons Obwalden
- Evangelisch-reformierte Kirche des Kantons St. Gallen
- Evangelisch-reformierte Kirche Kanton Schaffhausen
- Evangelisch-reformierte Kantonalkirche Schwyz
- Evangelisch-Reformierte Kirche im Kanton Solothurn
- Chiesa evangelica riformata nel Ticino
- Evangelische Landeskirche des Kantons Thurgau
- Evangelisch-Reformierte Landeskirche Uri
- Église Évangélique Réformée du canton de Vaud
- Evangelisch-Reformierte Kirche des Wallis
- Evangelisch-reformierte Landeskirche des Kantons Zürich
- Evangelisch-reformierte Kirchgemeinde des Kantons Zug
- Evangelisch-methodistische Kirche in der Schweiz (metodystyczny)